# Clara Galle
Clara Galle, född 15 april 2002 i Pamplona, är en spansk skådespelare.
Galle har bland annat medverkat i TV-serien Aldrig mer. Hon har även medverkat i filmen Genom mitt fönster: Öga mot öga.

## Filmografi (i urval)
- 2024 – Genom mitt fönster: Öga mot öga
- 2024 – Aldrig mer (TV-serie)
- 2025 – Olympo (TV-serie)